# 孟昭娟
孟昭娟（Meng Zhao Juan，1989年12月14日—），香港女子單車運動員。

## 簡歷
孟昭娟來自内蒙古通辽市奈曼旗，2006年移居香港。
2010年11月，孟召娟代表中國香港參加2010年亞洲運動會，出戰女子争先赛，最終在決賽奪得第7名。
2017年9月，孟昭娟代表香港隊出戰第13屆全國運動會，在女子公路個人賽獲得一面銀牌。賽後，她表示會休息一段時間，暫別港隊。她身體多處受傷。前一年她在亞洲錦標賽前練習時炒車，導致頭骨骨裂，神經受損，右耳失去一半聽力，長期耳鳴，因此休息兩個月。全運前3個月，她又炒車，造成左肩骨折。從炒車、手術到恢復訓練只有9天，她壓力很大。直到全運比賽，骨頭上的鐵釘和鋼板仍未取出。

## 主要賽事成績
2014年
環泰國女子單車賽總成績冠軍
第2、3站冠軍
全港公路錦標賽女子個人公路賽冠軍
2015年
環泰國女子單車賽總成績冠軍
第3站冠軍
全港公路錦標賽女子個人公路賽冠軍